# Хуго Велики
Хуго Велики (на латински: Hugo Magnus; на френски: Hugues le Grand; * 895; † 16 юни 956, замък Дурдан) от род Робертини, е от 922 г. маркграф на Неустрия, граф на Орлеан, граф на Париж, от 936 г. херцог на Франкония (dux Francorum), от 954 г. граф на Оксер, 955 г. херцог на Аквитания.
Хуго Велики е баща на Хуго Капет, крал на Франция от 987.

## Живот
Хуго Велики е единственият син на Робер I (X † 923), крал на Франция (922 – 923) и Беатрис Вермандоа, дъщеря на Херберт I.
Баща му пада убит през юни 923 г. в битката при Соасон против Карл III и Хуго се отказва от короната. Карл е победен и затворен. След това за нов крал е избран зетят на Хуго, владетелят на Бургундия, Раул (женен за сестра му Емма Френска), който на 13 юли 923 г. е коронован в Соасон.
Хуго умира през юни 956 г. и е погребан в базиликата Сен Дени, гробницата на френските крале. Той оставя пет още непълнолетни деца от третата му съпруга, също така един извънбрачен син, който става духовник. Съпругата му Hедвига поема регентството заедно с брат си Бруно, архиепископа на Кьолн.

## Фамилия
Хуго се жени през 938 г. след смъртта на втората му съпруга Едхилд, дъщеря на английския крал Едуард Стари, за трети път, понеже е бездетен, за Хедвига Саксонска (* 910 – 920; † 959), дъщеря на Хайнрих I Птицелов, крал на Източното франкско царство, и Матилда Вестфалска и сестра на Ото I Велики. Неговите деца са:
- Беатрикс (* 939; † сл. 987); ∞ 954/55 Фридрих I, херцог на Горна Лотарингия († 978)
- Хуго Капет (* 941; † 24 октомври 996), крал на Франция от 987
- Емма (* 943; † сл. 968); ∞ 960 Рихард I, херцог на Нормандия († 996)
- Ото (* 944; † 965), херцог на Бургундия 956 – 965
- Хайнрих Велики (* 946; † 1002), херцог на Бургундия 965 – 1002
- Хериберт (майка: Рингаре/Раингарде, от ниш произход, † 23 август); († 23 август, вер. и 16 август, 994 в Оксер), 969/994 епископ на Оксер.